# Хермоса (Јужна Дакота)
Хермоса (енгл. Hermosa) град је у америчкој савезној држави Јужна Дакота.

## Демографија
По попису из 2010. године број становника је 398, што је 83 (26,3%) становника више него 2000. године.
| Група             | 2000.       | 2010.       |
| Белци             | 283 (89,8%) | 342 (85,9%) |
| Афроамериканци    | 5 (1,6%)    | 0 (0,0%)    |
| Азијати           | 0 (0,0%)    | 4 (1,0%)    |
| Хиспаноамериканци | 9 (2,9%)    | 21 (5,3%)   |
| Укупно            | 315         | 398         |